# Šabakismus
Šabakismus je synkretické náboženství, obsahuje prvky islámu i křesťanství, jakož i kurdských náboženství alevismu, jezídismu a jarsanismu. Vyskytuje se v Iráckém Kurdistánu, původně nejvíce v prostoru mezi Mosulem a irácko-íránskou hranicí. Svou historii datuje od 15. století. Už ve 20. a 30. letech 20. století je doložena asimilace, zejména s hnutím ithná'ašaríja. Do srpna roku 2014 obsadil toto území tzv. Islámský stát, zprávy z roku 2024 odhadují populaci Šabaků mezi 250 000 a 400 000.

## Náboženské zvyklosti
Šabakové konají poutě do jezídských svatyní. Nominálně se však hlásí k šíitskému islámu. Kombinují prvky súfismu s vlastní interpretací božské reality, což jim dovoluje vykládat Korán méně doslovně než to dělá šaría. Praktikují veřejnou a soukromou zpověď a smějí pít alkohol. Šabačtí duchovní vůdci, kteří jsou zběhlí v rituálech a modlitbách, se nazývají pirové. Ti následují nejvyššího vůdce zvaného Baba. Jejich posvátná kniha, Buyruk (Kniha ponaučení, arabsky Kitáb al-Manaqib, Kniha ctností) je napsaná v dialektu jižní ázerbájdžánštiny. 65% Šabaků jsou šíité a 35% sunnité. Nejslavnější šíitskou svatyní Šabaků je Zeen Al-Abedeen ve vesnici Aii Rash. V čele komunit stojí stařešinové, pírové. Ti se dělí do12 hierarchických úrovní. V jejich domech se konají náboženská shromáždění.

### Bohoslužba
Součástí shromáždění je recitace duchovní poezie (gülbenk – modlitba, nefes – hymnus) a četba posvátné knihy Buryuk.